# 267 av. J.-C.
Cette page concerne l'année 267 av. J.-C. du calendrier julien proleptique.

## Événements
- 28 mars (21 avril du calendrier romain) : début à Rome du consulat de Lucius Iulius Libo et Marcus Atilius Regulus[1].
  - Guerre contre les Salentins et les Messapes. Régulus prend Brundisium (Brindisi)[1].
  - Création des questeurs de la flotte par le sénat romain[2].

- Guerre chrémonidéenne : Sparte tente par trois fois en vain entre 267, 266 et 265 av. J.-C. de prendre Corinthe, tenu par le demi-frère du roi, Cratère[3].